# Birra Venezia
Birra Venezia è una fabbrica di birra italiana attiva fra il 1835 e il 1928, e di nuovo attiva dal 2007.

## Storia
Nel 1835 prende vita la «Ditta Biliotti» in zona Santa Chiara a Venezia.
Nel 1902 viene aperta la nuova e moderna birreria (progettata dall'architetto tedesco Wullekopf) nei pressi di Fondamenta S. Biagio al civico 796. La nuova denominazione è «Distilleria Veneziana».
Nel 1908 la birreria arriva ad occupare 130 lavoratori e cambia di nuovo nome («Società Birra San Marco»).
Nel 1913 la fabbrica si trasforma in «Birra Venezia».
Nel 1928 viene assorbita dalla Birra Pedavena  (all'epoca: «Birra Pedavena – Dreher Venezia S.p.A.»)
Nel 2007 dopo 80 anni la società Birra Venezia S.r.l., con sede nel centro storico di Venezia, ha ripreso la produzione e la commercializzazione di Birra Venezia.

## Materiale pubblicitario

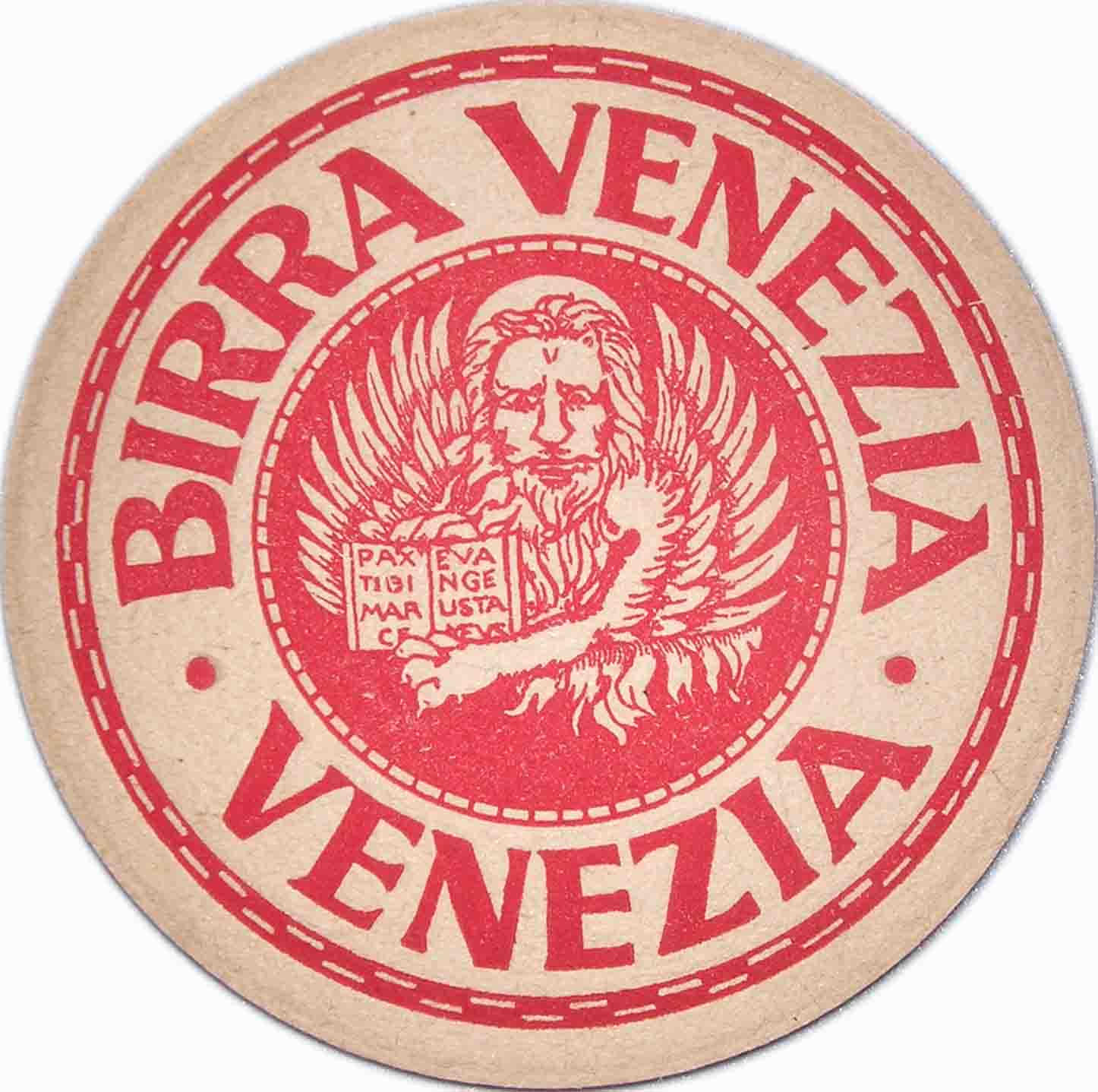
Sottobicchiere Birra Venezia
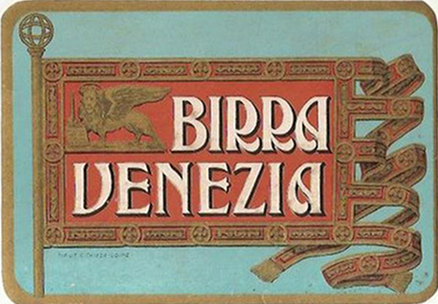
Etichetta Birra Venezia
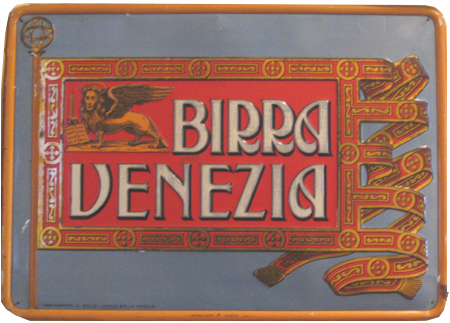
Targa Birra Venezia